# Cortinarius brunneus
Cortinarius brunneus (Christian Hendrik Persoon, 1801 ex Elias Magnus Fries, 1838) din încrengătura Basidiomycota, în familia Cortinariaceae și de genul Cortinarius este o specie foarte frecventă de ciuperci otrăvitoare care coabitează, fiind un simbiont micoriza (formează micorize pe rădăcinile arborilor). O denumire populară nu este cunoscută. În România, Basarabia și Bucovina de Nord se dezvoltă pe sol acru și umed de la deal, dar cu predilecție la munte, rar solitar, preponderent în grupuri mai mari, în păduri de conifere, în primul rând sub molizi, dar și pe lângă pini, adesea pe  mușchi sau prin iarbă prin luminișurile pădur ilor și la marginile pădurilor. Timpul apariției este din iulie până în noiembrie.

## Taxonomie

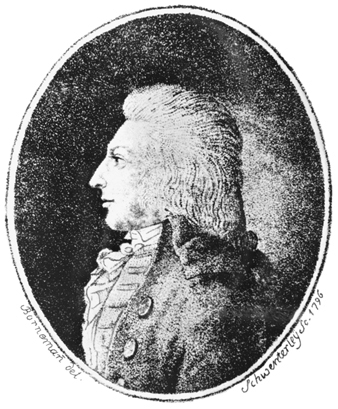
C. H. Persoon

Numele binomial a fost determinat de cunoscutul micolog bur Christian Hendrik Persoon în volumul 2 al operei sale Synopsis methodica Fungorum din 1801 drept Agaricus brunneus.
Apoi, în 1838, renumitul savant Elias Magnus Fries a transferat specia la genul Cortinarius sub păstrarea epitetului, de verificat în cartea sa Epicrisis systematis mycologici, seu synopsis hymenomycetum, fiind și numele curent valabil (2022).
Sinonime obligatorii sunt Telamonia bunnea al micologului german Friedrich Otto Wünsche din 1877 și Hydrocybe brunnea al micologului austriac M.M.Moser din 1953, ambele bazând pe descrierea lui Persoon, dar și ceilalți taxoni sunt acceptați.
Epitetul specific este derivat din adjectivul din latina medievală (latină brunneus=brun, maroniu), pomenit pentru prima dată de episcopul Isidor de Sevilla (560-636), derivat din expresia germanică bruna, asta datorită aspectului general.

## Descriere

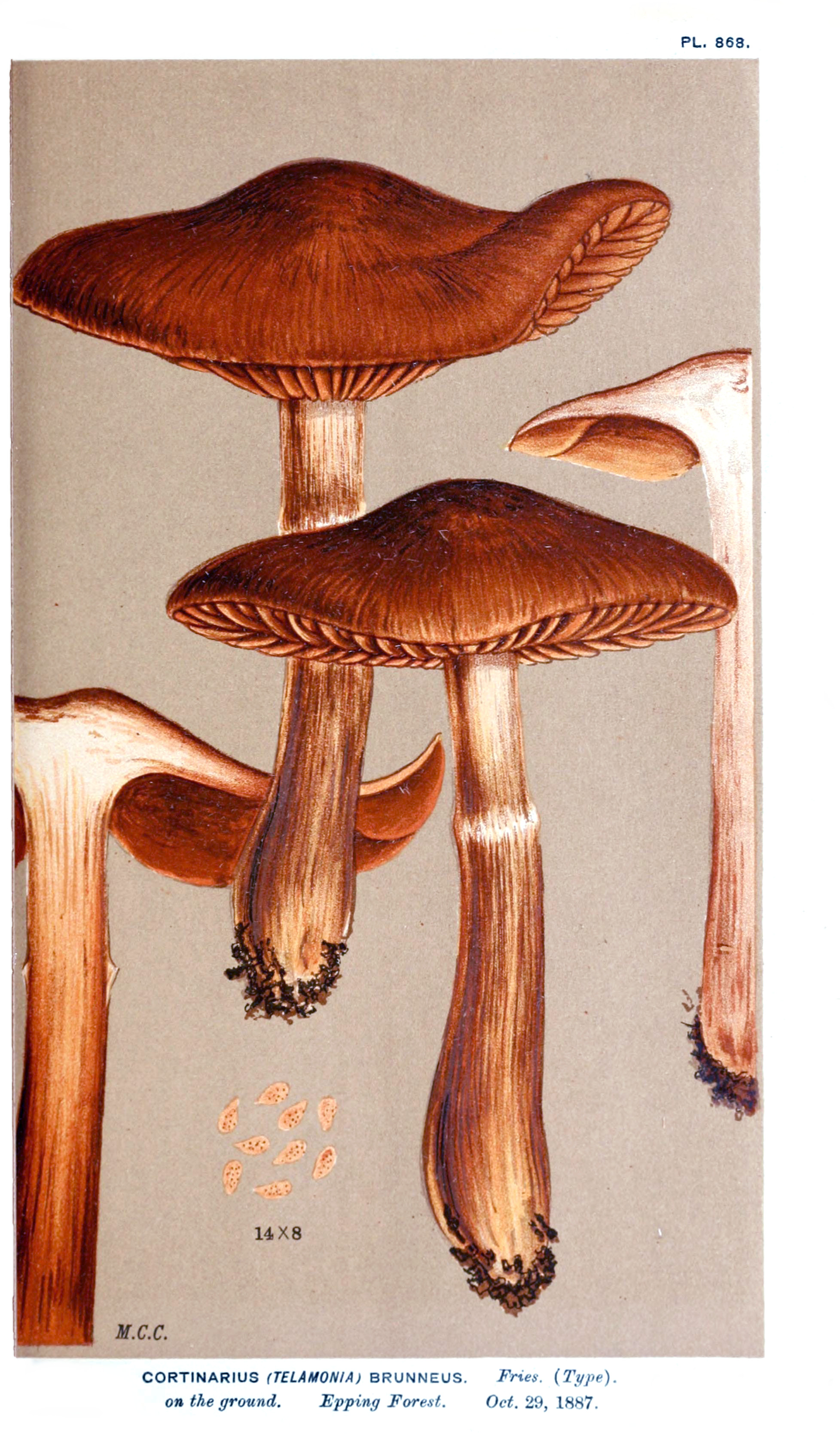
Cooke: Cortinarius brunneus

- Pălăria: foarte higrofană, destul de cărnoasă și robustă cu un diametru de 4-9 (10) cm este la început conică cu marginea răsucită spre interior, apoi în formă de clopot, dezvoltând o cocoașă largă și tocită, în sfârșit întinsă, nu rar deprimată, ocazional cu rupturi longitudinale,  atunci cu o cocoașă mai mică și ascuțită în centru. Cuticula mai mult sau mai puțin uscată, netedă, lucind unsuros, este de un colorit brun-roșiatic până brun închis care, datorită higrofanității, se decolorează la ariditate brun-gălbui. Marginea este adesea învelită de un strat murdar albicios, rest al vălului.
- Lamelele: destul de grăsuțe și forte îndepărtate între ele, intercalate cu lameluțe de lungime diferită, ocazional bifurcate și atașate slab rotunjit la picior, sunt învăluite la început de o cortină gri-albicioasă, formată din fibre foarte fine ca păienjeniș, resturi ale vălului parțial. Suprafețele lor prezintă nervuri verticale. Muchiile sterile sunt slab zimțate și uneori ceva ondulate. Coloritul inițial roz-maroniu devine apoi brun de scorțișoară, brun purpuriu până brun închis, muchiile fiind colorate mai deschis.
- Piciorul: cu o înălțime de 5-9 (11) cm și o grosime de 1-2 (3,8) cm (în vârf maximal 1,6 cm, spre bază maximal 3,8 cm) este uscat, robust, puternic longitudinal fibros pe toată lungimea, aproape întotdeauna grosier, clavat-tubercular, uneori și oarecum conic și nu rar înrădăcinând, fiind în tinerețe plin, iar la bătrânețe împăiat până gol pe dinăuntru. Prezintă o zonă inelară trecătoare inițial albă, apoi maronie (rest al vălului universal), nu rar doar fulgi brun-roșiatici sau un cordon incomplet. Coloritul la bază adesea albicios este fundal deschis maroniu cu fibre verticale brun-roșiatice până brun închise.
- Carnea: fermă și mai ales în picior destul de fibroasă este continuu de culoarea plutei până brun închisă, niciodată cu nuanțe liliachie, doar la baza tulpinii poate fi puțin mai deschisă. După tăiere sau câtva timp după culegere se înnegrește. Mirosul este pământos precum slab de ridichi și gustul blând, dar ciupercos-pământos în plus adesea cu o notă de ridichi.[3][5]
- Caracteristici microscopice: are spori clar dextrinoizi (se decolorează cu reactivul Melzer brun-portocaliu), lat elipsoidali cu un apicol rotunjit, fără o depresie centrală, presarăți pe suprafață cu veruce dense de lungime diferită, spre apicol mai grosolane, măsurând 7,7-9,1 x 5,9-6,7 microni. Pulberea lor este brun-ruginie. Basidiile hialine (translucide) sau pigmentate brun cu 4 sterigme fiecare sunt clavate. Pe cheilocistidele (elemente sterile situate pe muchia lamelor) zvelte se află o palisadă densă de celule sterile clavate subțire până cilindrice care pot fi distinse cu ușurință de bazidiole în structură. Celulele pleurocistidelor (elemente sterile situate în himenul de pe fețele lamelor) sunt foarte fin încrustate cu dungi transversale maronii.[11][12]
- Reacții chimice: Nu sunt cunoscute.[13]

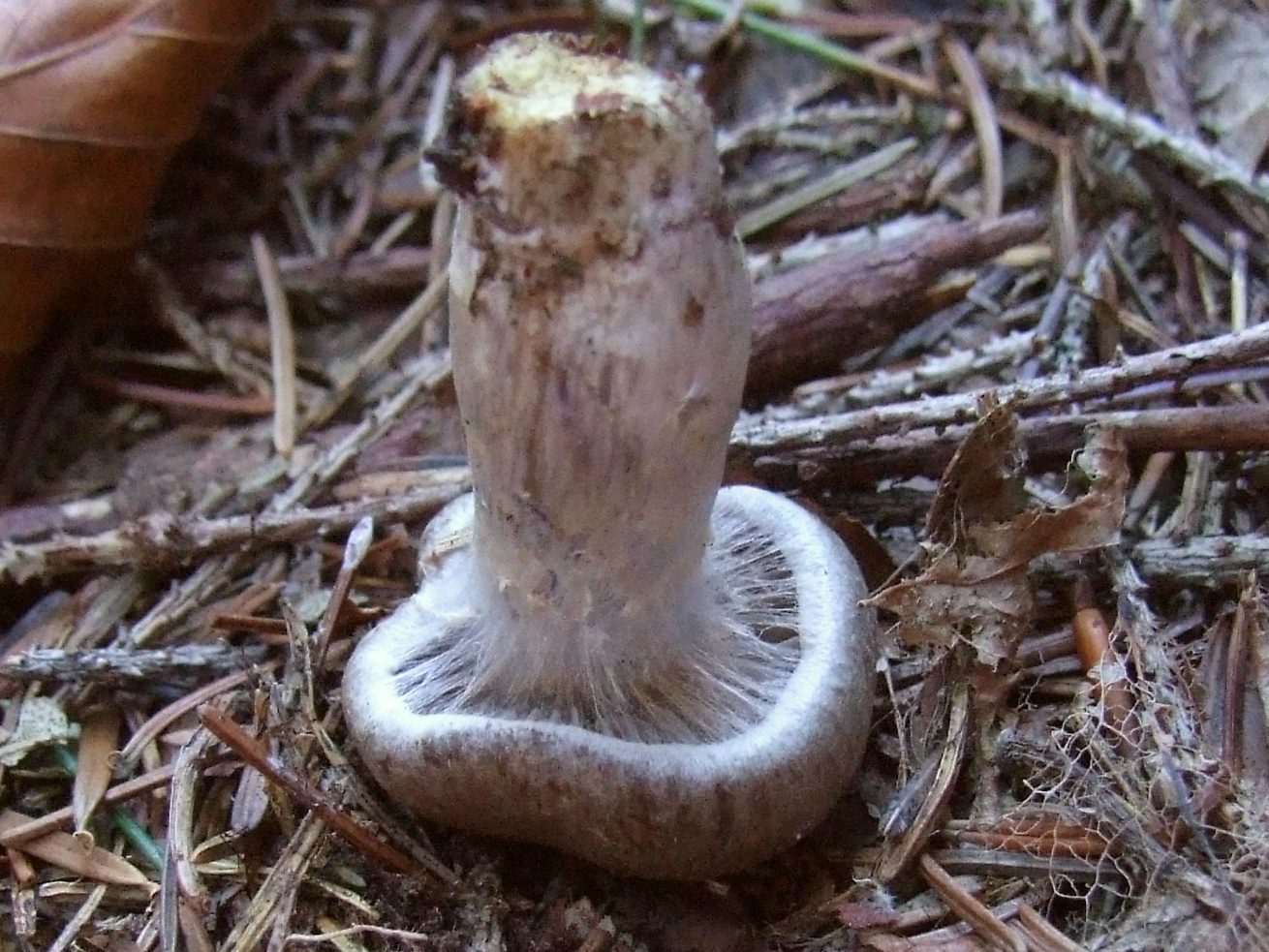
C. brunneus tânăr: văl și picior
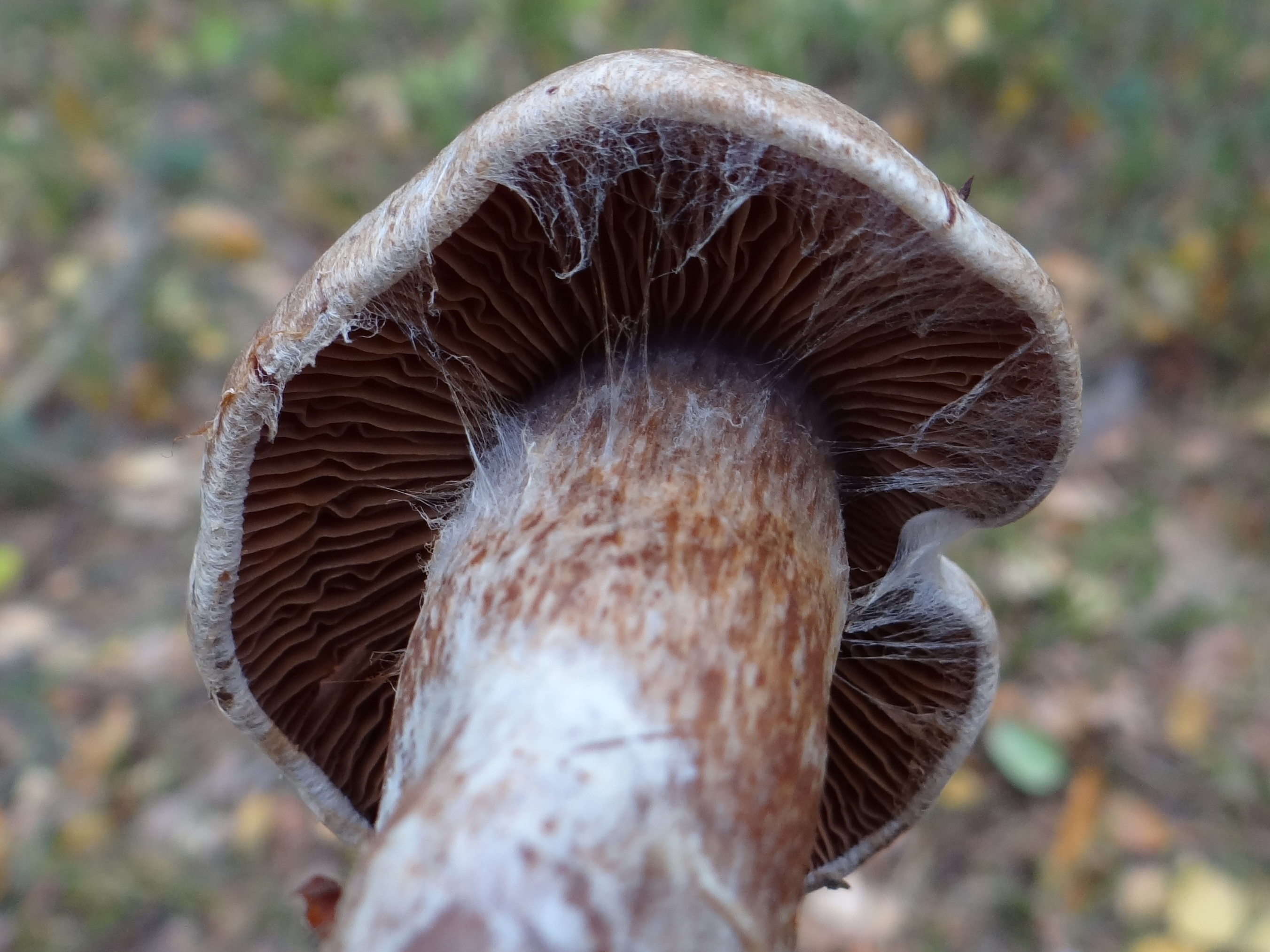
C. brunneus, lamele și picior
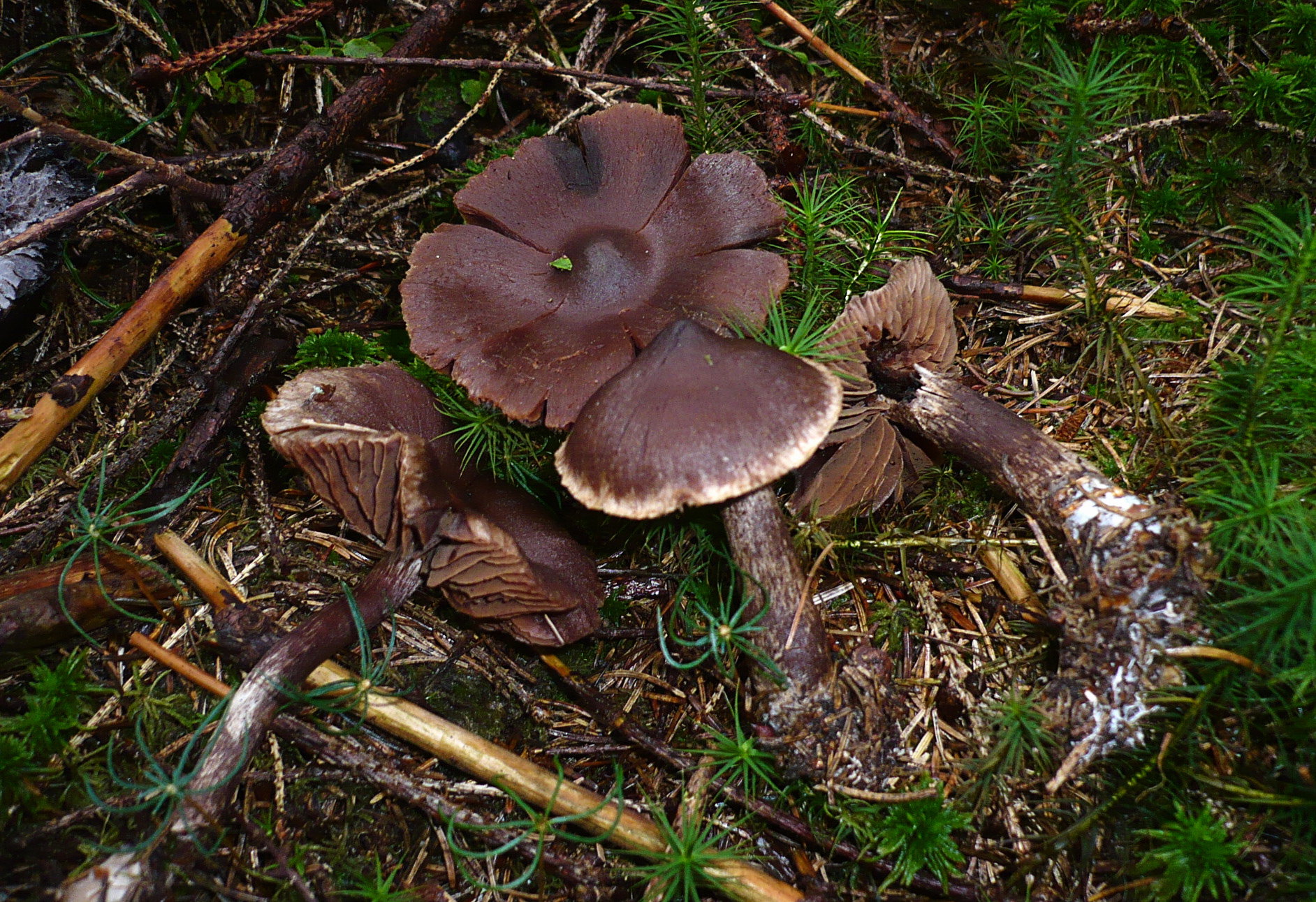
C. brunneus bătrâni
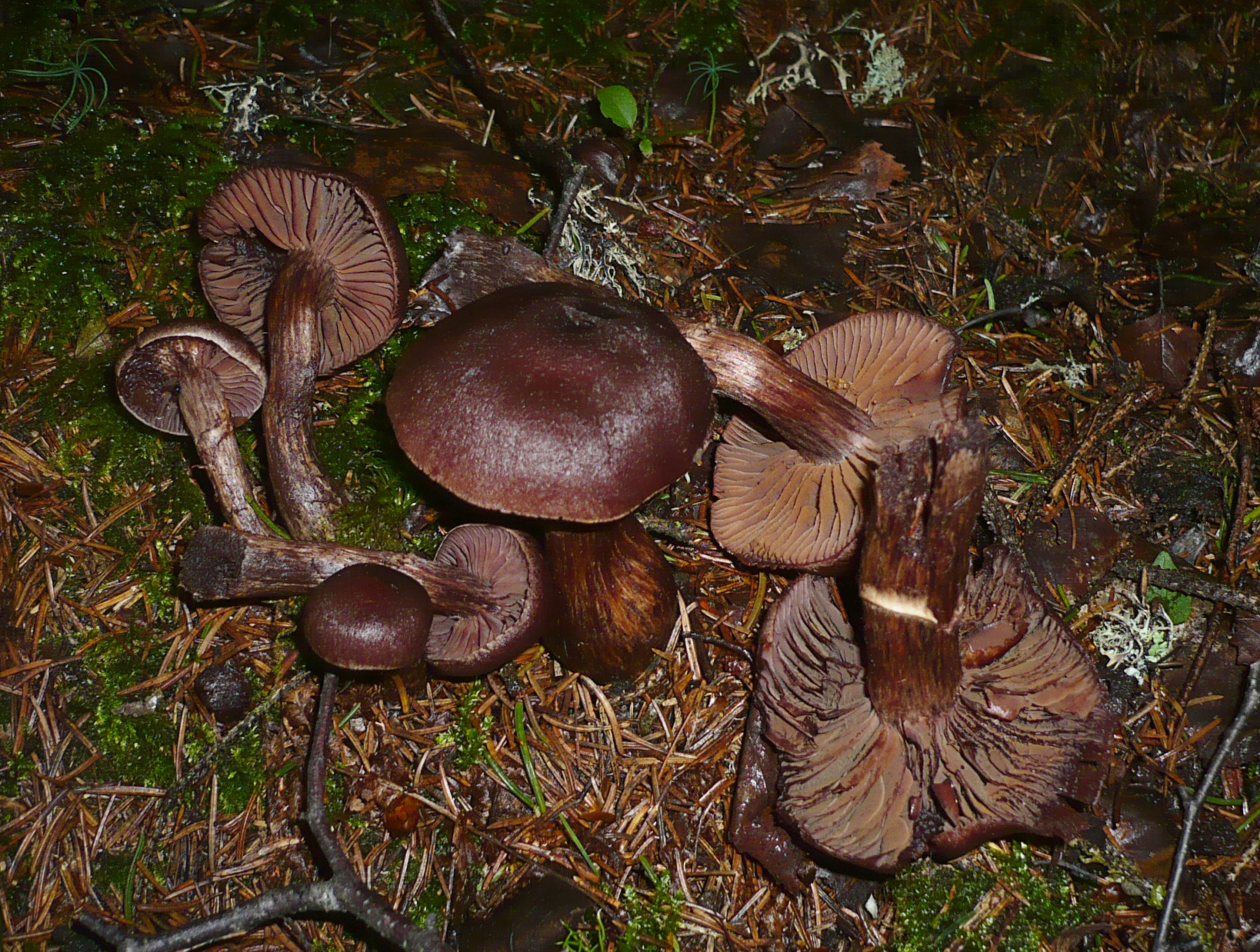
C. brunneus în diverse stadii de evoluție
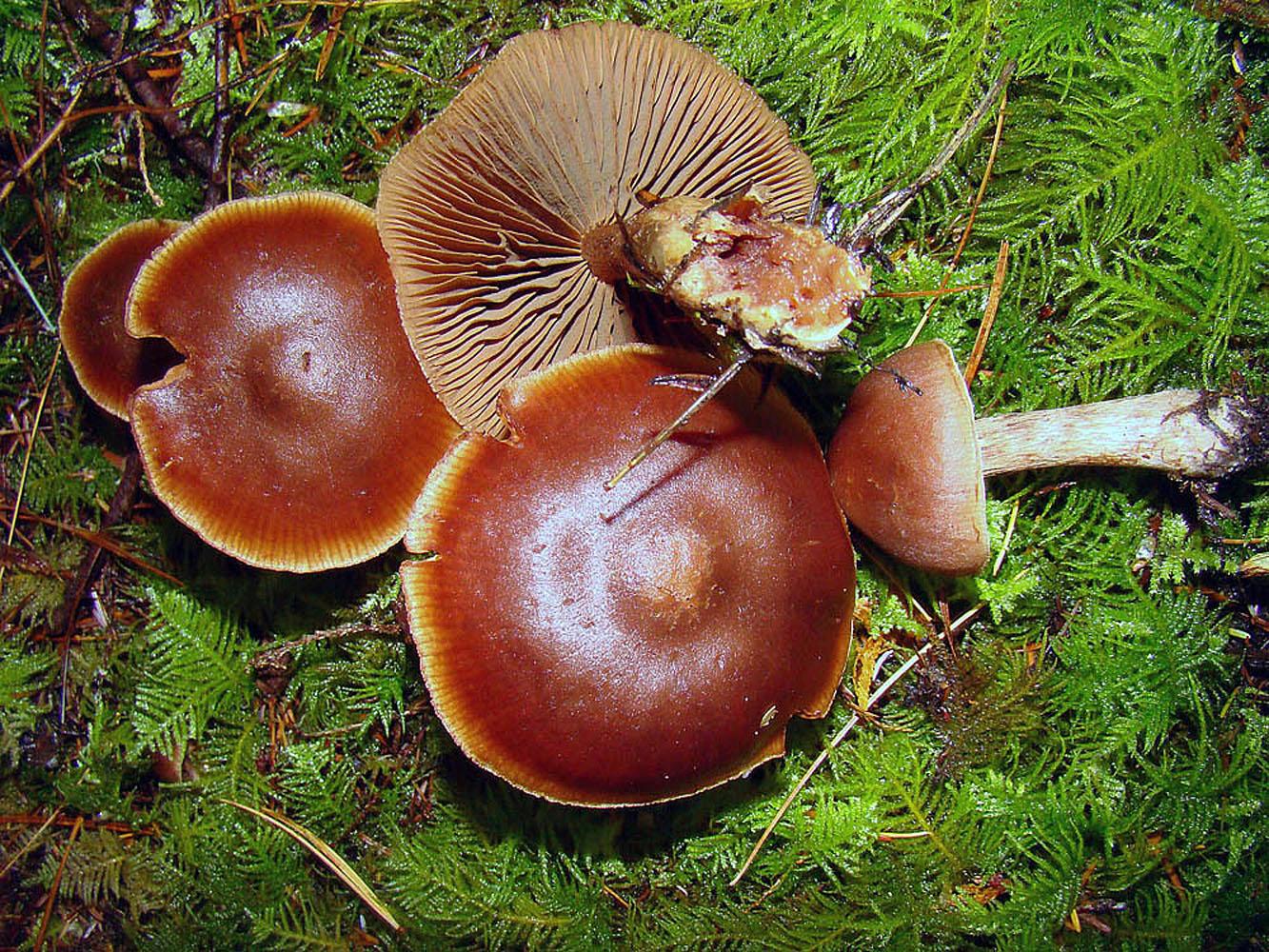
C. brunneus maturi, mai deschiși

## Confuzii
Specia poate fi confundată de exemplu cu Cortinarius armillatus (comestibil), Cortinarius cinnamomeus (otrăvitor)  Cortinarius depressus sin. Cortinarius adalberti (necomestibil ), Cortinarius evernius (necomestibil), Cortinarius fasciatus (necomestibil), Cortinarius flexipes (otrăvitor), Cortinarius fulvescens (necomestibil), Cortinarius gentilis (otrăvitor), Cortinarius glandicolor (necomestibil), Cortinarius hinnuleus (necomestibil), Cortinarius infractus (necomestibil, extrem de amar), Cortinarius orellanus (mortal), Cortinarius rubellus (mortal), Cortinarius semisanguineus (otrăvitor), Cortinarius subferrugineus (necomestibil), Cortinarius uraceus (necomestibil), Cortinarius variicolor (comestibil) sau Cortinarius vernus sin. Cortinarius erythrinus (necomestibil).

## Specii asemănătoare în imagini

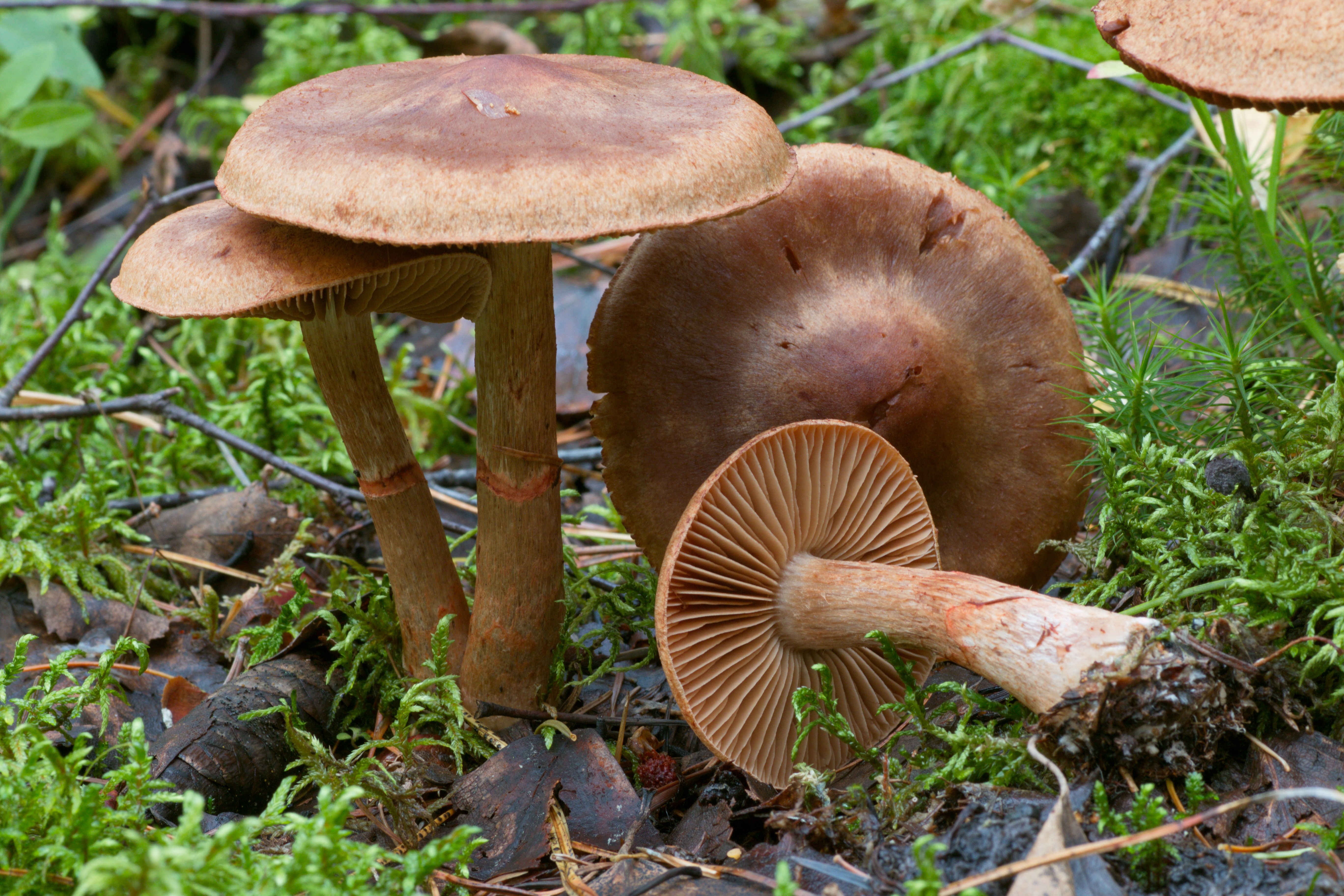
Cortinarius armillatus
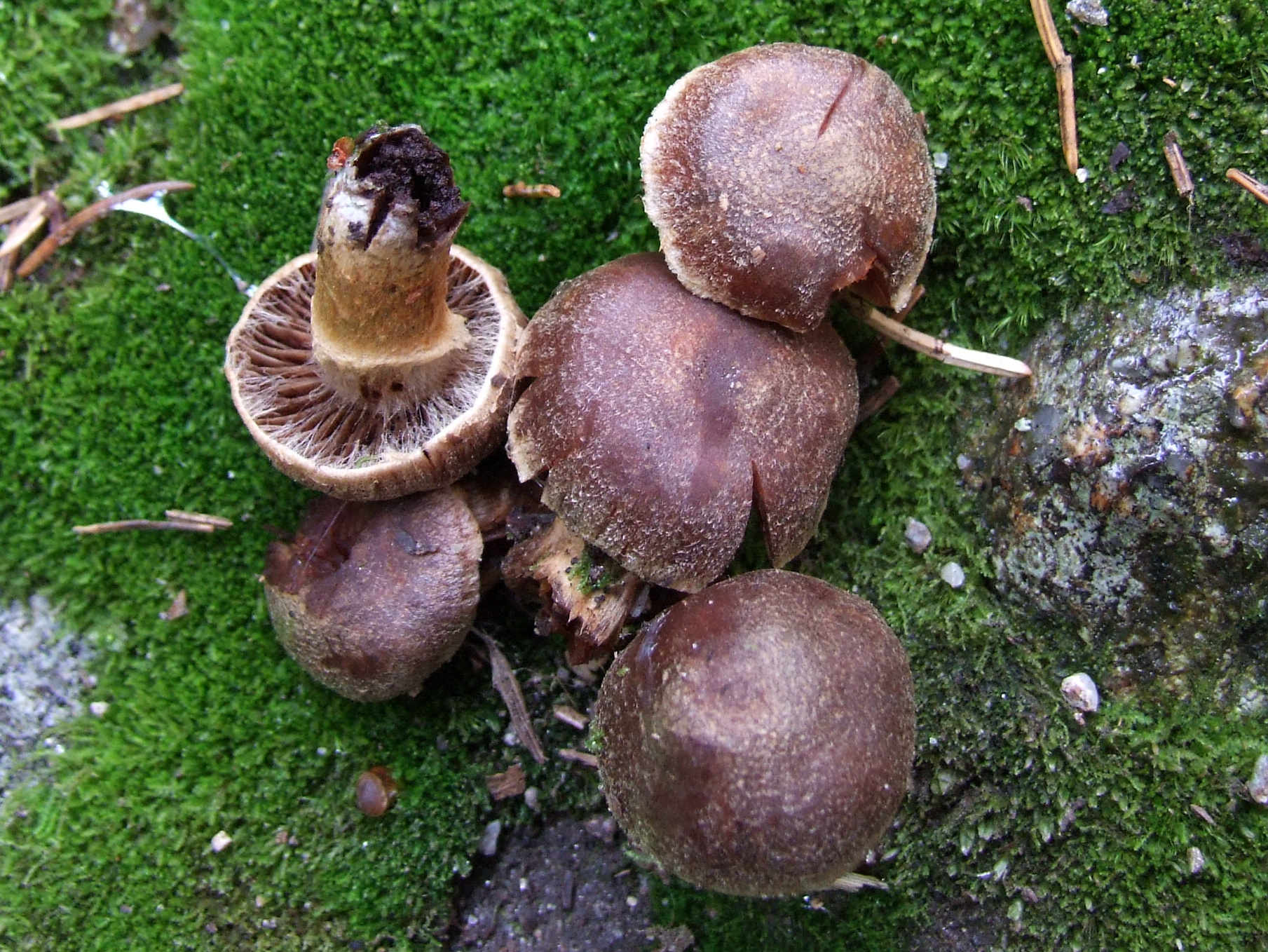
!Cortinarius evernius!
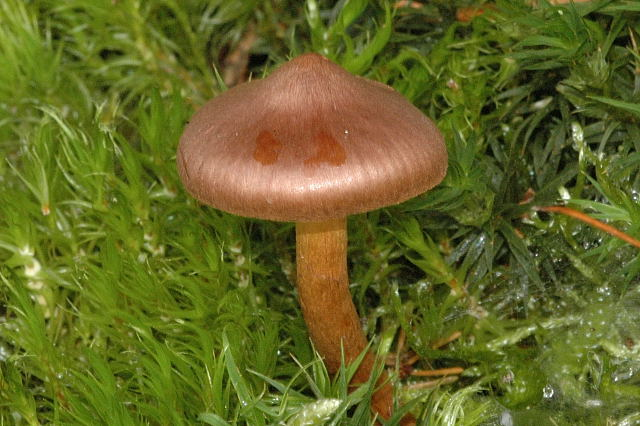
!Cortinarius fasciatus!
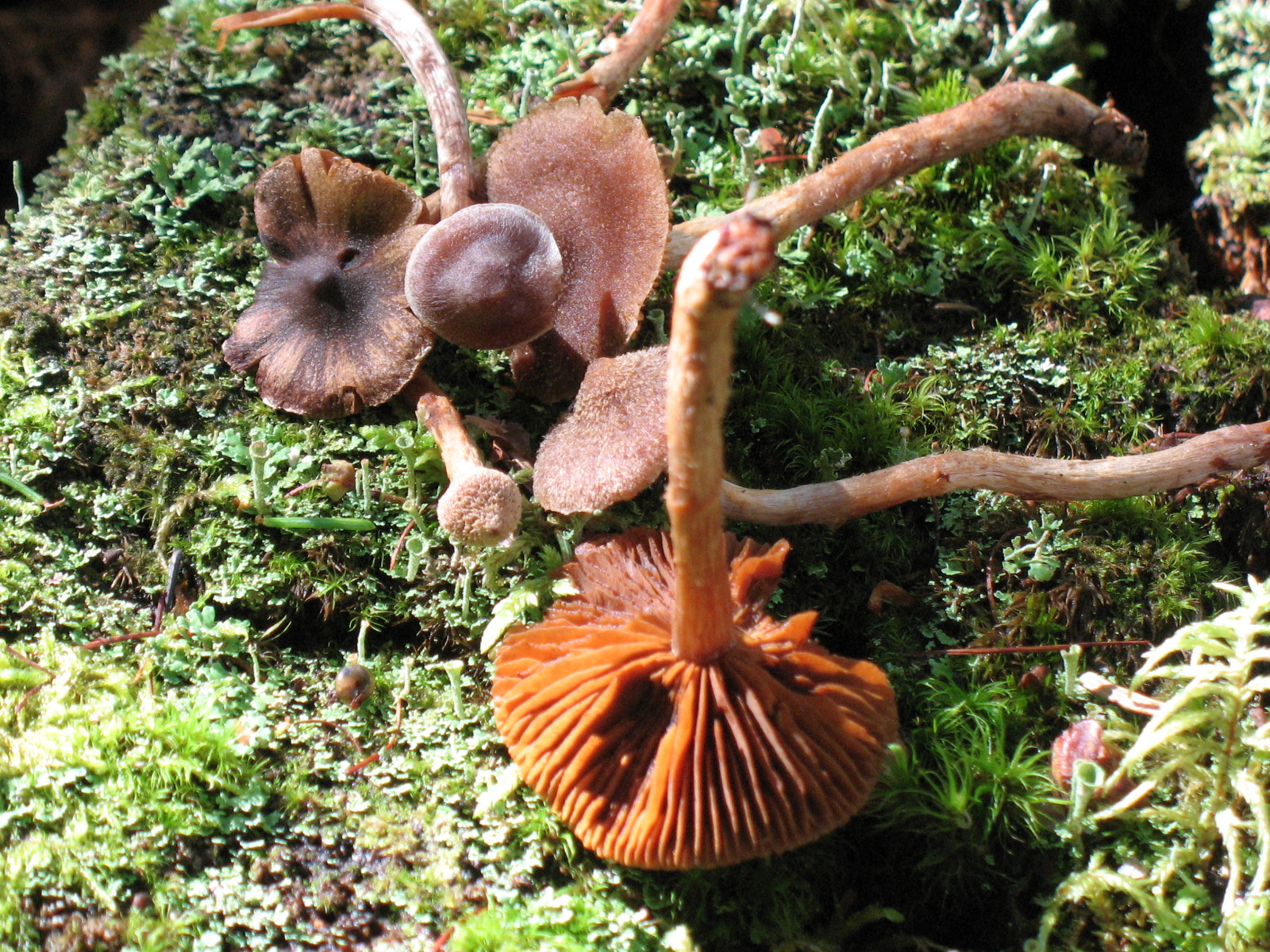
!!Cortinarius flexipes!!
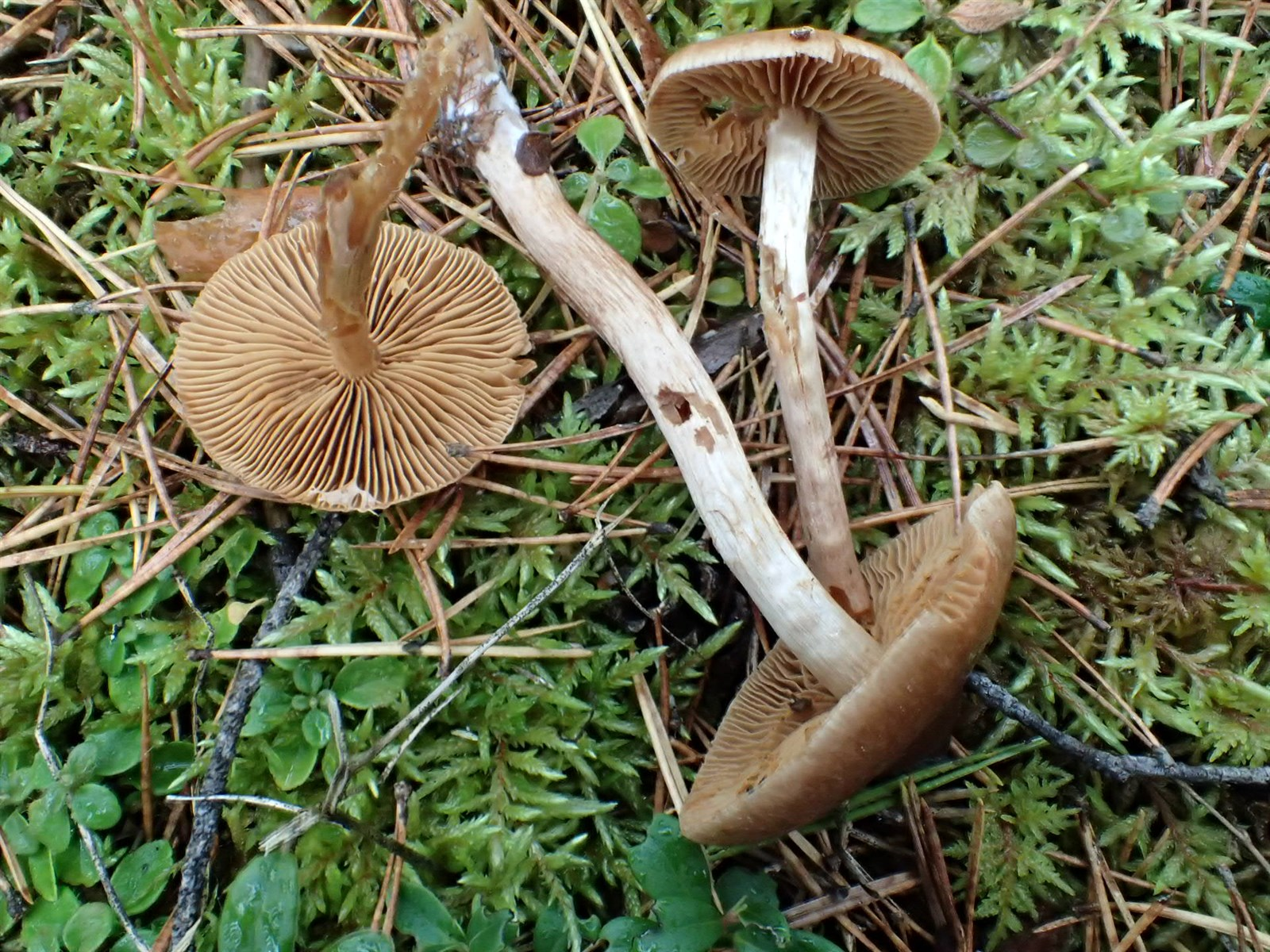
!Cortinarius fulvescens!
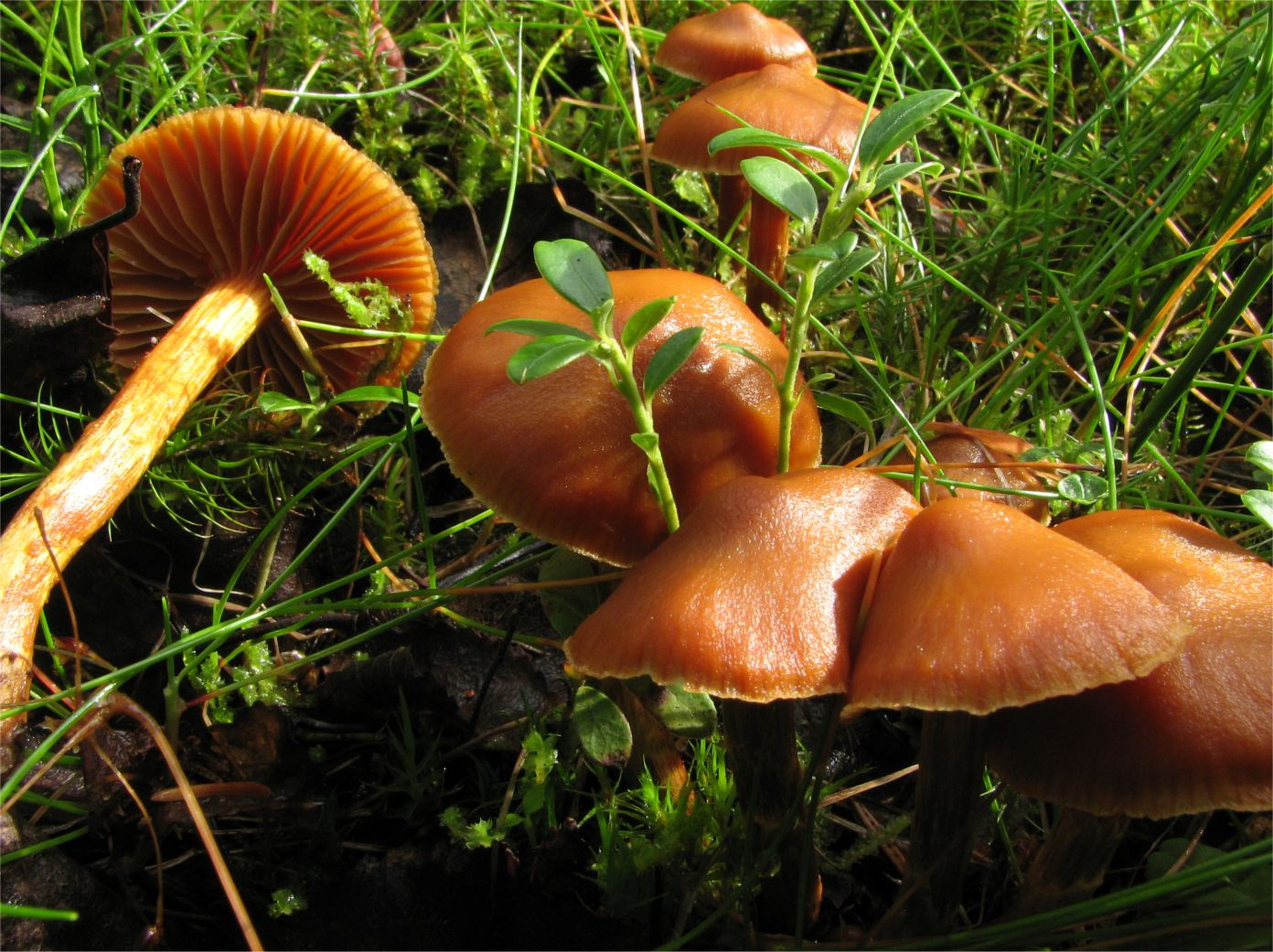
!!Cortinarius gentilis!!

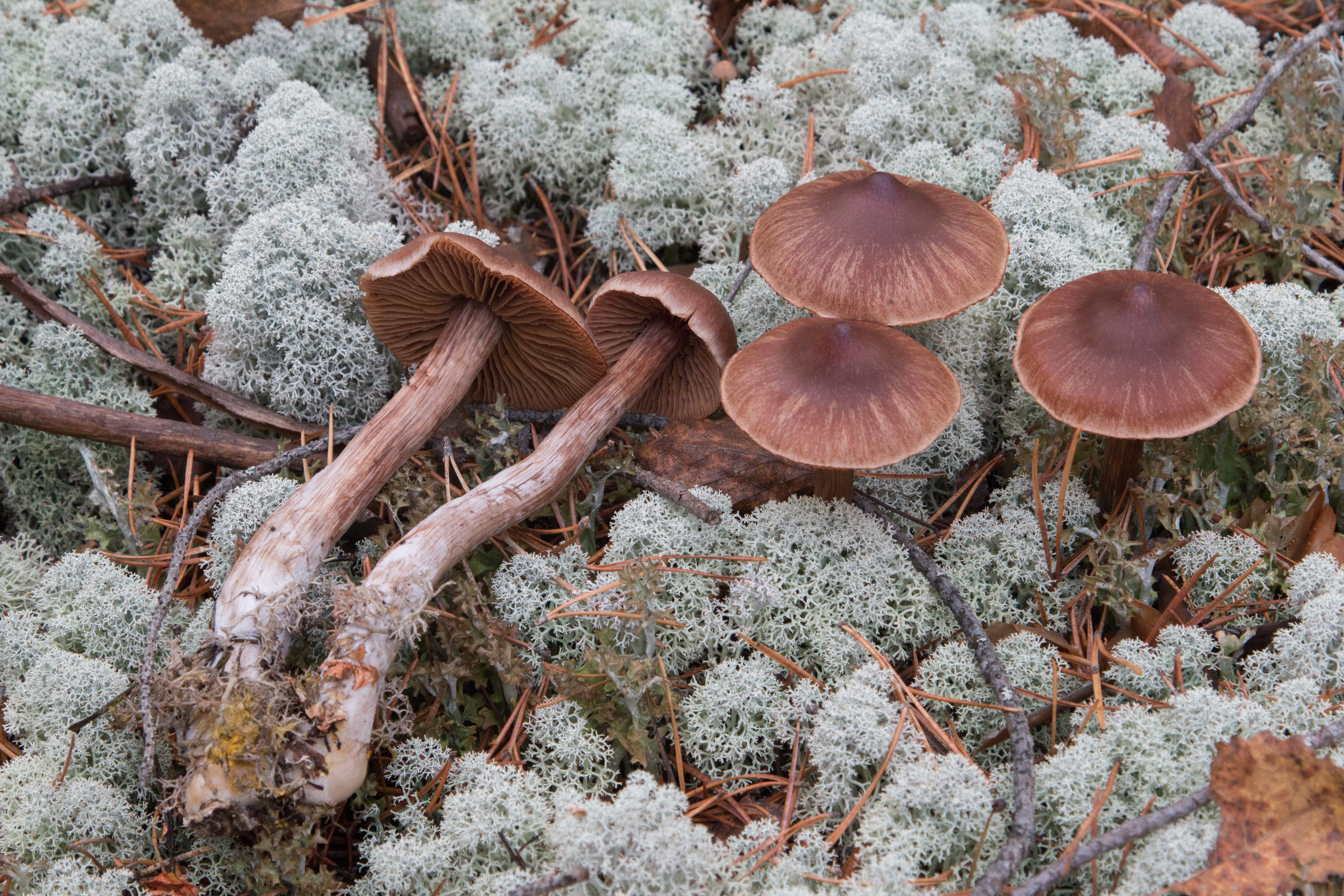
!Cortinarius glandicolor!
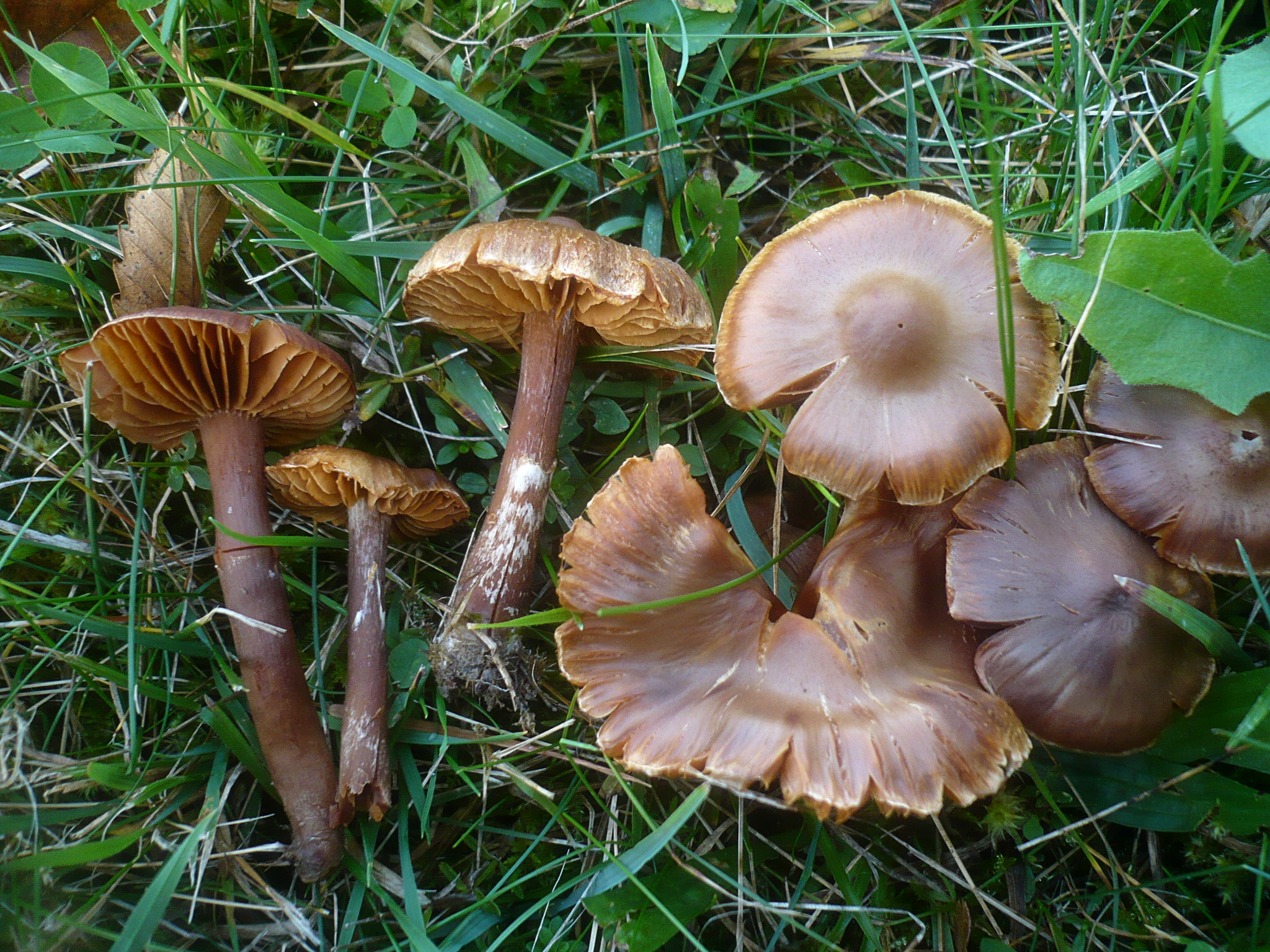
!Cortinarius hinnuleus!
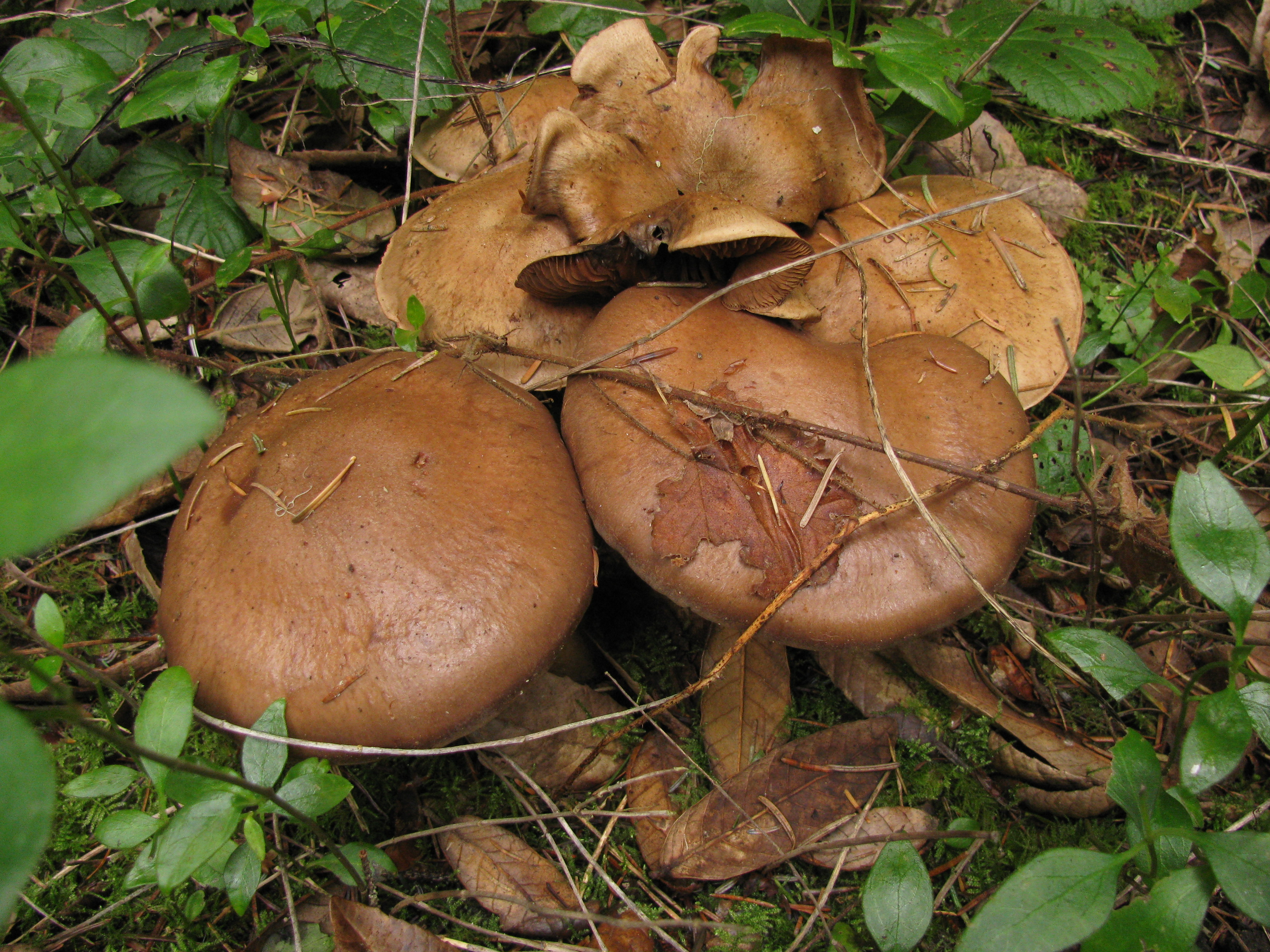
!Cortinarius infractus!
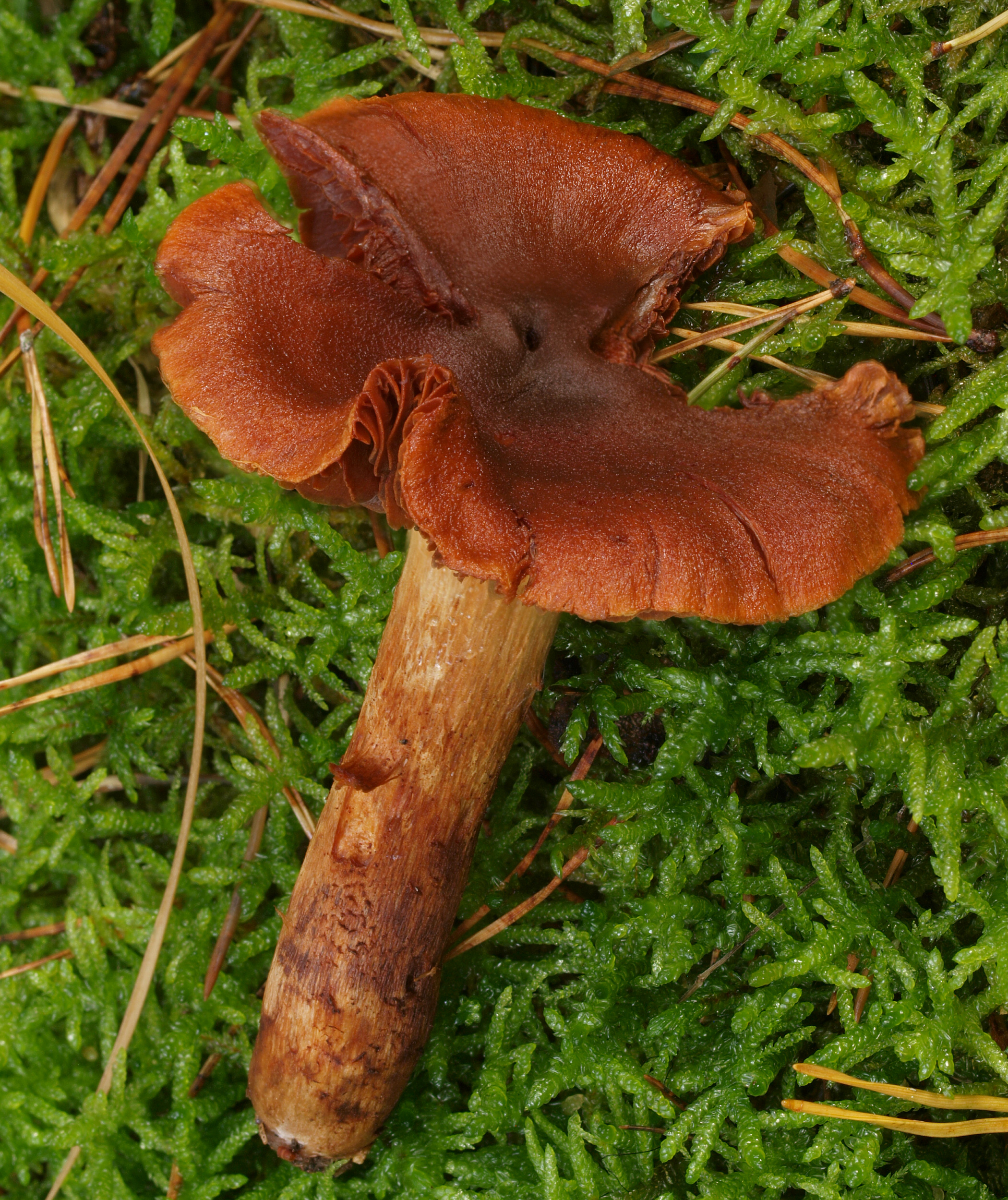
!!!Cortinarius orellanus!!!

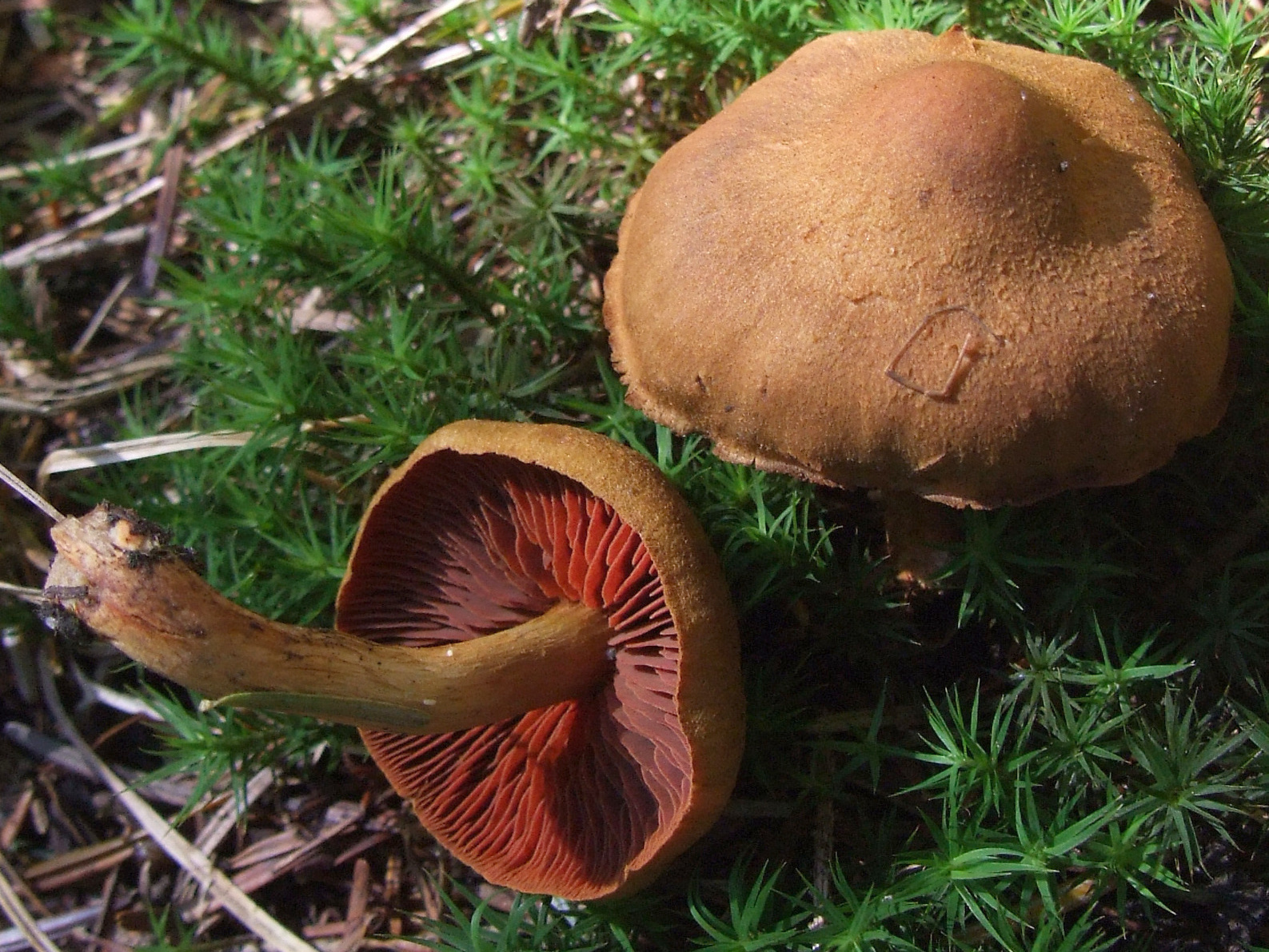
!!Cortinarius semisanguineus!!
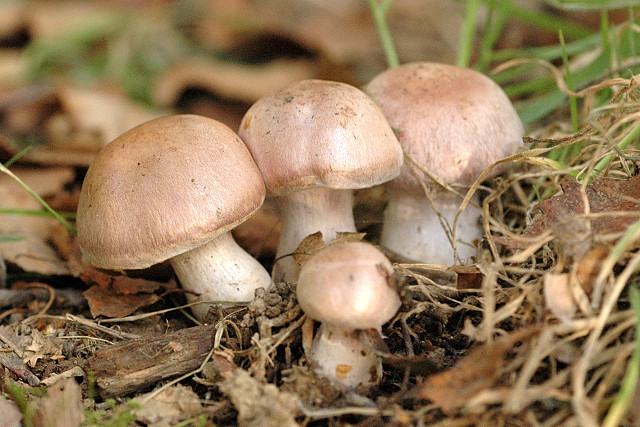
!Cortinarius subferrugineus!
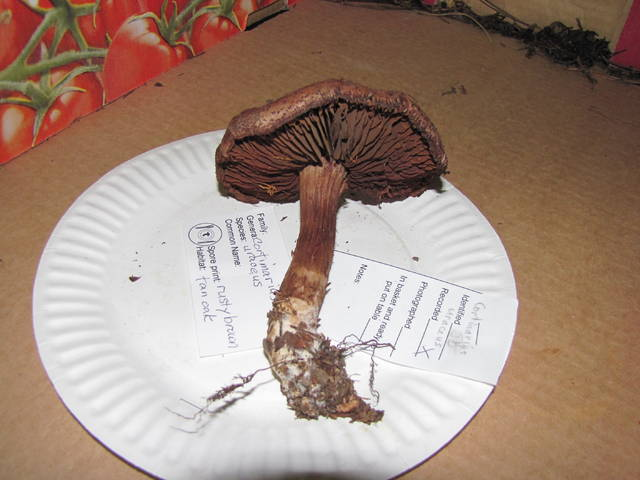
!Cortinarius uraceus!
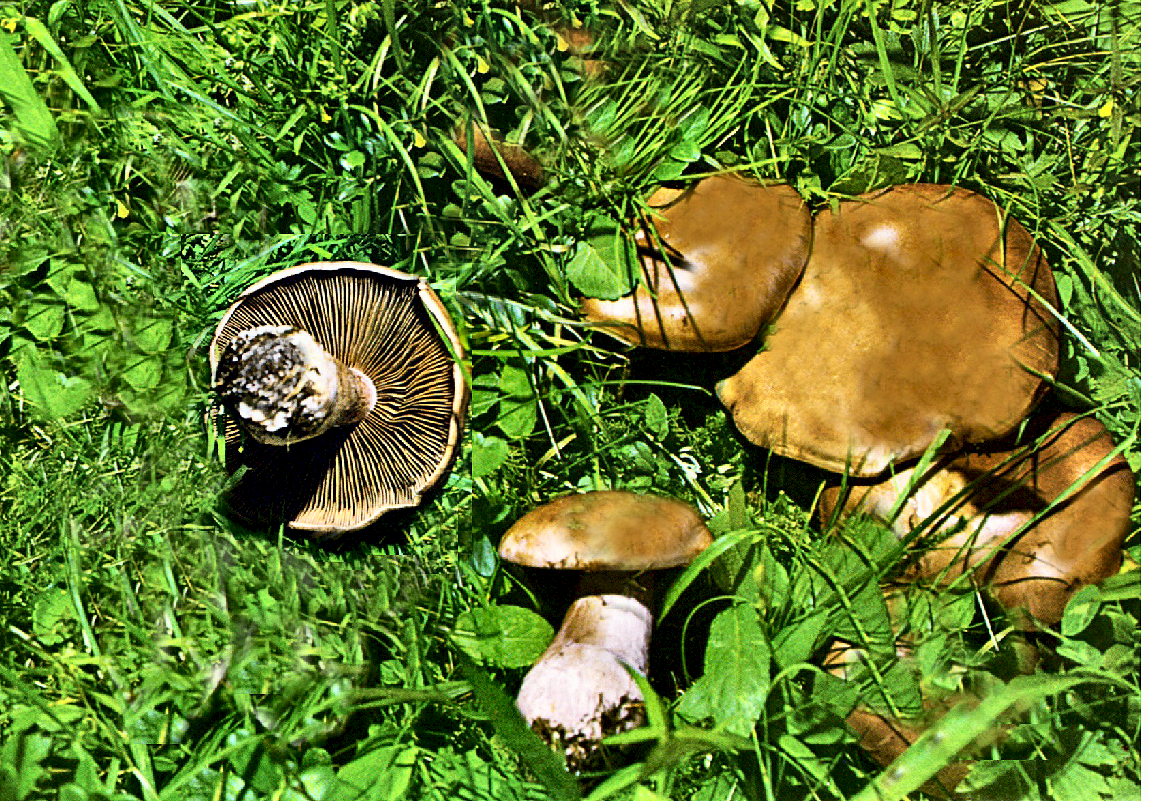
Cortinarius variicolor
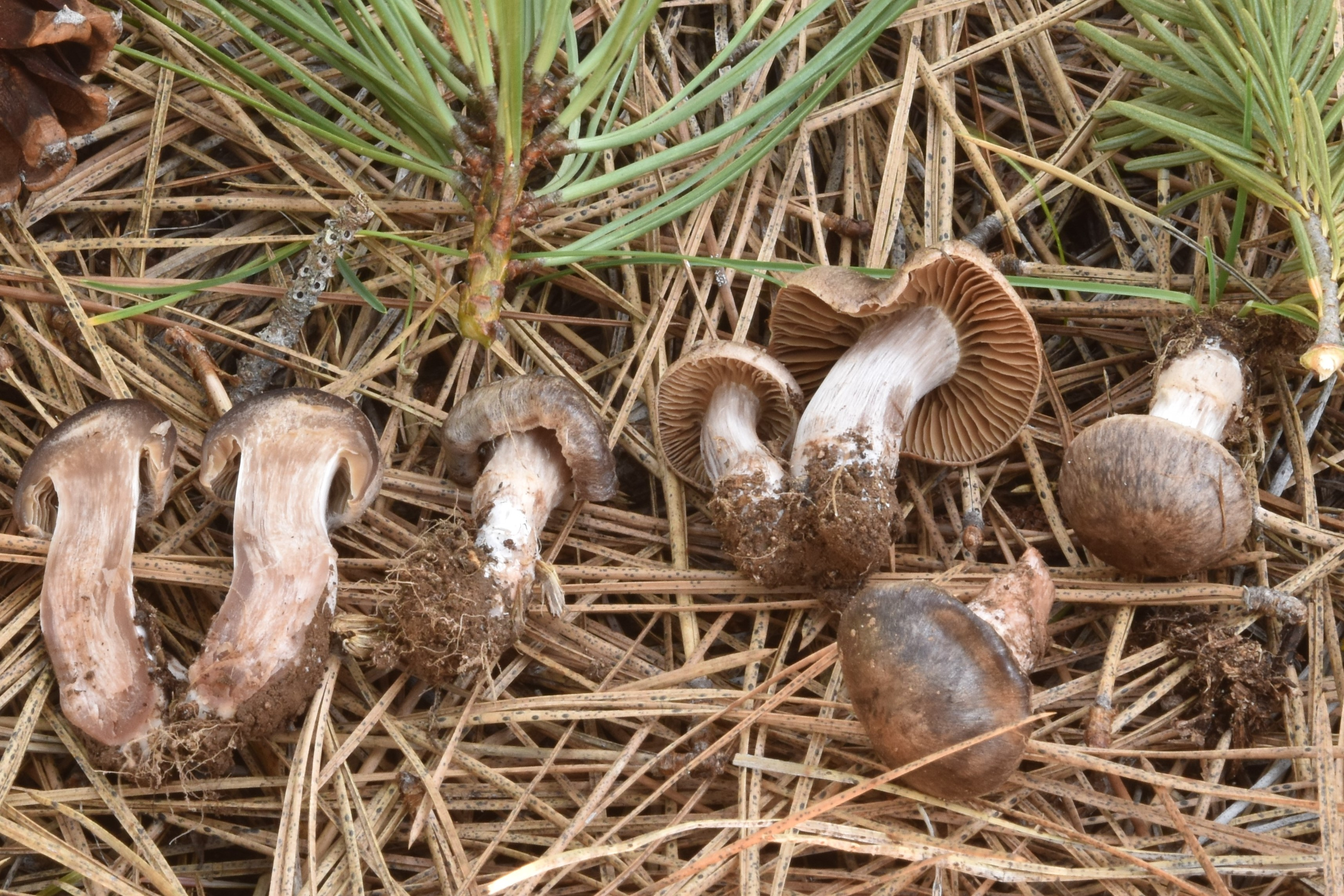
!Cortinarius vernus sin. Cortinarius erythrinus!

## Valorificare/Toxicitate
Cortinarius brunneus este declarat în cele mai multe cărți micologice doar necomestibil, din cauza mirosului și gustului nu prea plăcut, dar este descris și foarte toxic, poate chiar letal. De aceea, specia este listată în acest articol drept otrăvitoare.